# Pierre Cambronne

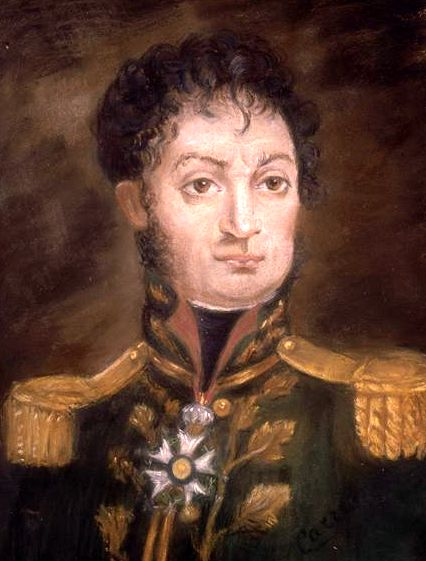
Pierre Cambronne

Pierre Jacques Étienne Cambronne, later Pierre burggraaf Cambronne (Nantes, 26 december 1770 – aldaar, 29 januari 1842), was een generaal in het Grande Armée van keizer Napoleon I. Hij raakte gewond in de Slag bij Waterloo.

## Militaire carrière
Cambronne werd in 1792 vrijwilliger bij de grenadiers onder generaal Dumouriez en nam deel aan campagnes in de Zuidelijke Nederlanden, de Vendéé, de Slag van Quiberon en de Ierse Expeditie van generaal Hoche. Daarna nam hij deel aan de veldtocht in Zwitserland van generaal Masséna, waar hij gepromoveerd werd tot commandant van een grenadiercompanie.
In 1800 commandeerde hij weer een companie onder Latour d'Auvergne en volgde hem later op als Eerste Grenadier van Frankrijk. Hij werd kolonel bij de Slag bij Jena in 1806 en werd verheven tot baron in 1810.
Cambronne vocht daarna in de oorlog in Spanje. In Rusland commandeerde hij het 3e Regiment van de Voltigeurs en nam deel aan de Slagen van Bautzen, Dresden en Leipzig vooraleer hij tot generaal benoemd werd.

### De Honderd Dagen en Waterloo
Hij werd majoor in de Keizerlijke Wacht in 1814 en volgde Napoleon in ballingschap naar Elba. Samen met hem keerde hij terug naar Frankrijk op 1 maart 1815 voor de Honderd Dagen. In Parijs werd hij door Napoleon tot graaf verheven.
Toen hij in de Slag bij Waterloo de Oude Garde aanvoerde, werd hij door de Britse generaal Colville aangespoord zich over te geven. Wat Cambronne toen gezegd heeft, is niet geheel duidelijk. Sommige bronnen spreken van la garde meurt et ne se rend pas! (de garde sterft en geeft zich niet over). Andere bronnen zeggen dan weer dat Cambronne botweg merde! (letterlijk "stront", figuurlijk "bekijk het maar"). Nog steeds spreekt men in Frankrijk verbloemend over le mot de Cambronne als men het over merde heeft. Cambronne ontkende beide versies. Sommige bronnen zeggen dat hij gevangengenomen werd vooraleer de vraag gesteld kon worden. Hoe dan ook raakte Cambronne gewond bij de slag en werd gevangengenomen door de Britten.

### Verdere carrière
Hij werd berecht voor verraad in Frankrijk maar werd goed verdedigd door Antoine Pierre Berryer en vrijgelaten op 26 april 1816. Hij trouwde met Mary Osburn, de Schotse verpleegster die voor hem zorgde na Waterloo.
In 1820 werd hij door koning Lodewijk XVIII van Frankrijk benoemd tot commandant in Rijsel en tot burggraaf benoemd. Hij ging op pensioen in 1823 en keerde terug naar Nantes, waar hij in 1842 stierf.

## Eerbewijzen
Er werd in Nantes een standbeeld voor hem opgericht in 1848. Er is een plein naar hem vernoemd in Parijs.
- Biblioteca Nacional de España: XX5647938
- Bibliothèque nationale de France: cb14953267v (data)
- Gemeinsame Normdatei: 116433280
- International Standard Name Identifier: 0000 0000 2518 1945
- Library of Congress Control Number: n84234956
- Base Léonore: LH//413/66
- Nationale Bibliotheek van Tsjechië: xx0202440
- Nationale Bibliotheek van Israël: 987009747992305171
- Nederlandse Thesaurus van Auteursnamen: 118011103
- SNAC: w6ns1ddc
- Système universitaire de documentation: 05060385X
- Virtual International Authority File: 52441604
- WorldCat: E39PBJfx4vGqQ9C4Ccd3RFmrv3